# YosepH
Albums de Luke Vibert
Musipal Kerrier District
YosepH est un album de musique électronique de Luke Vibert, sorti en 2003. Il s'agit du premier album de Vibert publié par le label Warp Records.

## Titres
| 1.    | Liptones        | 4:01 |
| 2.    | Synthax         | 4:32 |
| 3.    | Freak Time Baby | 2:54 |
| 4.    | Countdown       | 3:32 |
| 5.    | Nok Tup         | 4:05 |
| 6.    | I Love Acid     | 4:19 |
| 7.    | Ambalek         | 2:52 |
| 8.    | Acidisco        | 5:08 |
| 9.    | Stan d'Infamy   | 3:16 |
| 10.   | YosepH          | 3:33 |
| 11.   | Slowfast        | 4:30 |
| 12.   | Snapdance       | 4:13 |
| 13.   | Harmonic        | 4:33 |
| 49:28 |                 |      |